# Constant de Gelfond-Schneider
|  | No s'ha de confondre amb Constant de Gelfond. |

La constant de Gelfond-Schneider, també anomenada nombre de Hilbert és igual a:
{\displaystyle 2^{\sqrt {2}}=2.6651441426902251886502972498731\ldots ,}
que és un nombre transcendent, segons va demostrar el matemàtic rus Rodion Kuzmin l'any 1930. L'any 1934, Alexander Gelfond va demostrar mitjançant el teorema de Gelfond-Schneider, el cas general de potències elevades a nombres irracionals algebraics, solucionant part del setè dels problemes de Hilbert.
La seva fracció contínua és:
{\displaystyle 2^{\sqrt {2}}=[2;1,1,1,72,3,4,1,3,2,1,1,1,14,1,2,1,1,3,1,3,...]}

## Propietats
La seva arrel quadrada és també un nombre transcendent. El seu valor és:
{\displaystyle {\sqrt {2}}^{\sqrt {2}}\approx 1,63252691943815284477349538102471960207...}
L'expressió equival a:
{\displaystyle {\sqrt {2^{\sqrt {2}}}}={\sqrt {2}}^{\sqrt {2}}=({{2}^{\sqrt {2}}})^{1/2}=({{2}^{1/2}})^{\sqrt {2}}={2}^{\frac {\sqrt {2}}{2}}={2}^{\frac {1}{\sqrt {2}}}={\sqrt[{\sqrt {2}}]{2}}}
Aquest exemple es sol usar com a prova que un nombre irracional elevat a un nombre irracional pot donar un nombre racional, ja que:
{\displaystyle \left({\sqrt {2}}^{\sqrt {2}}\right)^{\sqrt {2}}=\left({\sqrt {2}}\right)^{\left({\sqrt {2}}{\sqrt {2}}\right)}=\left({\sqrt {2}}\right)^{2}=2}

## Setè problema de Hilbert
L'any 1900, en el marc del Segon Congrés Internacional de Matemàtiques celebrat a París, el matemàtic alemany David Hilbert va proposar una llista de fins a 23 problemes matemàtics per tal de motivar la comunitat matemàtica a fer avenços en la recerca durant el segle xx, que tot just començava. El setè dels problemes consistia a demostrar (o refutar mitjançant un contraexemple) que a^b és un nombre transcendent per tot valor de a algebraic diferent a 0 i 1 i per tot b algebraic irracional. En el seu discurs va donar dos exemples concrets, un dels quals era la constant de Gelfond-Schneider.
L'any 1919, en un altre discurs, va parlar de tres conjectures: la hipòtesi de Riemann, l'últim teorema de Fermat i la transcendència de la constant de Gelfond-Schneider. Va dir que no esperava que ningú de la sala arribés a veure mai la solució d'aquest últim problema. Tot i així, va ser solucionat en el seu cas general l'any 1934, amb el teorema de Gelfond-Schneider. El treball anterior de Kuzmin havia servit per demostrar la transcendència de la potència per valors de l'exponent reals irracionals quadràtics, és a dir, nombres algebraics de grau 2, solució d'una equació de segon grau de coeficients racionals.